# Trochalopteron squamatum
El charlatán aliazul (Trochalopteron squamatum) es una especie de ave paseriforme de la familia Leiothrichidae propia de las montañas del sureste de Asia.

## Distribución y hábitat
Se extiende desde el Himalaya oriental a las montañas del norte del sudeste asiático, distribuido por el norte de India, Bután, Nepal, Birmania,  el sur de China y el norte de Vietnam. Su hábitat natural son los bosques húmedos de montaña subtropicales.